# Atividades ilícitas da Coreia do Norte
As supostas atividades ilícitas do estado norte-coreano incluem a fabricação e venda de drogas ilegais, a fabricação e venda de bens de consumo falsificados, tráfico de pessoas, tráfico de armas, tráfico de vida selvagem, falsificação de moeda (especialmente o dólar dos Estados Unidos e o yuan chinês), terrorismo e outras áreas. Alega-se que muitas dessas atividades são realizadas sob a direção e o controle do governo norte-coreano e do Partido dos Trabalhadores da Coreia, com seus lucros destinados ao avanço da produção de armas nucleares e convencionais do país, ao financiamento do estilo de vida da elite do país e ao apoio à economia norte-coreana.

## Visão geral
Ao contrário dos sindicatos criminosos, a natureza abrangente destes esforços ilegais e a afirmação de que são dirigidos e sancionados pelos mais altos níveis de governo,:1 levou a que a natureza do Estado norte-coreano fosse definida como uma forma de "soberania criminosa" por Paul Rexton Kan e Bruce Bechtol.:3
No entanto, ainda há dúvidas sobre o nível de envolvimento do governo em cada uma das atividades criminosas. Muitos comentaristas concordam que o Estado norte-coreano está por trás da falsificação de moeda, do tráfico de pessoas, do comércio de armas, etc., mas o nível de seu envolvimento no tráfico de drogas após o colapso do Sistema de Distribuição Pública na década de 1990 não está claro, visto que mercados negros privados e semiprivados surgiram desde então, e alguns altos funcionários podem estar envolvidos apenas em comércio ilícito para benefício próprio.:6

### Avaliação crítica
A académica britânica Hazel Smith argumentou que as alegações têm um fundamento frágil, baseando-se em grande parte nas alegações de alguns funcionários norte-americanos e de desertores norte-coreanos. Salientou que houve muito poucas condenações criminais. Questionou a presunção de que todas as atividades são dirigidas pelo governo da Coreia do Norte.
De acordo com o estudioso Andrei Lankov, as atividades ilícitas do país nunca se transformaram em fontes lucrativas de divisas. Em vez disso, essas atividades expuseram o país à condenação internacional em troca de ganhos marginais. Lankov sugere que o contrabando nunca teve como objetivo gerar divisas para o regime, mas sim ser simplesmente um meio de sobrevivência para diplomatas cujo financiamento foi cortado.